# بيير كوتريو
بيير كوتريو (بالألمانية: Pierre Cottereau) (و. 1974 – م) هو مصور سينمائي من فرنسا. ولد في فرنسا. 

## وصلات خارجية
- بيير كوتريو على موقع IMDb (الإنجليزية)
- بيير كوتريو على موقع ألو سيني (الفرنسية)
- بيير كوتريو على موقع أول موفي (الإنجليزية)
- بيير كوتريو على موقع قاعدة بيانات الأفلام السويدية (السويدية)
- بيير كوتريو على موقع قاعدة بيانات الفيلم (الإنجليزية)
- بيير كوتريو على موقع كينوبويسك (الروسية)